# Crimes de guerra atribuídos às Coreias

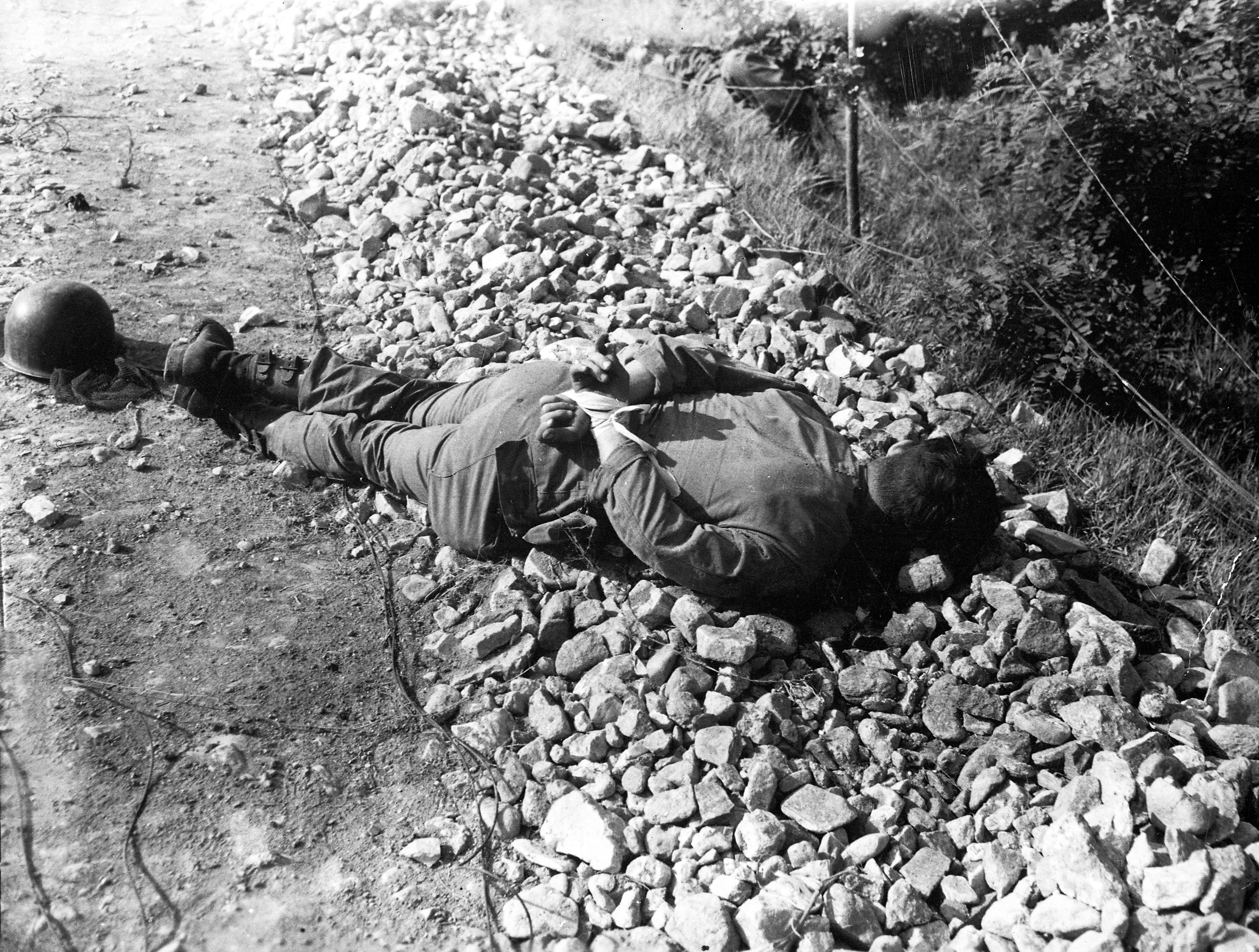
Um soldado americano, com as mãos amarradas nas costas, executado pelos norte-coreanos com um tiro na cabeça, 1950.

A Coreia se ergueu chegando à modernidade sob a influência japonesa e americana, a sua divisão em duas nações e com o aumento das pessoas comuns da era do reino eremita de Choson do estado de escravidão envolvendo um terço da população para a cidadania não aconteceu sem considerável abuso dos direitos humanos nem extensas atrocidades militares, principalmente perpetrado por coreanos em coreanos, mas também em forças das Nações Unidas.
Assassinatos políticos, reportados em dezenas de milhares, tiveram lugar nas cidades e aldeias. Militares sul-coreanos, policiais e forças paramilitares, executaram dezenas de milhares de esquerdistas e alistaram simpatizantes comunistas, um diplomata americano na Coreia, chegando a um valor total em 100.000, os corpos dos mortos eram muitas vezes despejados em valas. Mais de 7.800 casos de mortes civis em 150 localidades em todo o país, foram notificados a uma comissão especialmente formada. Forças coreanas de ambos os lados rotineiramente arredondavam para cima e forçavam os conscritos, tanto homens como mulheres, na sua zona de operações; milhares deles nunca voltaram para casa.
Espancamentos, fome, trabalho forçado, execuções sumárias e marchas da morte eram comuns.